# Bitwa pod Tirano
Bitwa pod Tirano – bitwa stoczona 11 września 1620 roku pomiędzy siłami kantonów szwajcarskich (tzw. Drei Bünde) a także  Berna i Zurychu oraz wojskami Habsburgów hiszpańskich w trakcie konfliktu francusko-szwajcarsko-habsburskiego (tzw. Bündner Wirren) toczonego w latach 1618–1639 w ramach Wojny trzydziestoletniej. Starcie zakończyło się zwycięstwem Habsburgów. 

## Tło wydarzeń
Po masakrze protestantów we włoskiej Valtelinie (niem. Veltliner Mord, wł. Sacro Macello) oraz powstaniu wywołanym przez katolików z tzw. Związku Trzech Kantonów (Drei Bünde), latem 1620 r. wojska hiszpańskie zajęły miasto. Miejscowi protestanci zwrócili się wówczas o pomoc do Szwajcarów. Większość katolickich miast odmówiła jednak interwencji, jedynie miasta Zurych oraz Berno zdecydowały się wysłać swoje siły do Valteliny. 
W sierpniu 1620 roku 1000 zuryskich i 2100 berneńskich żołnierzy pod wodzą Niklausa von Mülinena oraz Jakoba Steinera wyruszyły ku Graubünden, obierając trasę przez Brugg oraz Toggenburg. Po rozdzieleniu się, armia z Zurychu pomaszerowała przez Prättigau ku Oberengadin, Berneńczycy natomiast obrali kurs przez Przełęcz Splügen w kierunku Chiavenny. Szwajcarów wzmocniły wkrótce siły Związku Drei Bünden w liczbie 1200 ludzi pod wodzą Johanna Gulera. Maszerujące wojska  szwajcarskie były słabo uzbrojone oraz niedostatecznie zaopatrzone w prowiant, nie posiadały też artylerii. Do większej potyczki doszło koło Bormio, gdzie siły szwajcarskie natknęły się na Hiszpanów. W wyniku walk, Hiszpanie zostali pokonani Bormio zajęte w dniu 3 września. Następnie wygłodzeni żołnierze zajęli się plądrowaniem okolicznych miejscowości, kilka dni oczekując na dostawy amunicji i żywności. Dopiero dnia 9 września sprzymierzeńcy dotarli pod Tirano, gdzie znajdowały się główne siły  hiszpańskie.    

## Przebieg bitwy
Dnia 11 września nastąpił atak na Tirano. Główne uderzenie nastąpiło pod Sernio, zgodnie z planem wszystkie trzy grupy armii miały uderzyć równocześnie: Berneńczycy w centrum, siły Związku z prawej a zuryskie z lewej flanki. Berneńczycy, którzy nie zdążyli dostatecznie wybadać terenu i sił przeciwnika, w trakcie ataku dostali się zastawioną przez Hiszpanów pułapkę, odnosząc znaczne straty, tracąc m.in. wszystkich dowódców już na początku bitwy m.in. Niklausa von Mülinena. Spóźnione oddziały zuryskie oraz Związku wyparły co prawda Hiszpanów z zajętych pozycji pod Tirano, nie były jednak w stanie rozstrzygnąć losów bitwy na swoją korzyść. Ostatecznie kontratak hiszpański zmusił sprzymierzonych do pośpiesznego nocnego odwrotu. Starty Berneńczyków okazały się na tyle poważne, że nie byli oni w stanie odbudować zdolnego do walki oddziału. Po wycofaniu się poszczególnych oddziałów na swoje ziemie kampania przeciwko siłom habsburskim w Valtelinie została zakończona. 
Porażka pod Tirano zakończyła szwajcarski udział militarny w toczonym konflikcie w Graubünden. Konflikt toczący się na tych ziemiach pomiędzy Habsburgami, Francją i Wenecją zakończy się jednak dopiero w roku 1652. 